# Cherry Bullet
Cherry Bullet (hangul: 체리블렛) foi um girl group sul-coreano formado em 2019 pela FNC Entertainment. O grupo era composto por sete membros: Haeyoon, Yuju, Bora, Jiwon, Remi, Chaerin, May. As integrantes Mirae, Kokoro e Linlin anunciaram seu desligamento do grupo no dia 13 de dezembro de 2019. O grupo fez sua estreia oficial com o extended play "Let's Play Cherry Bullet" e com a faixa-título "Q&A" em 22 de janeiro de 2019.

## História

### Pré-estreia
Park Hae Yoon representou a FNC Entertainment no reality show de sobrevivência Produce 48, onde impressionou o público sul-coreano a cada performance e assim, subindo nas colocações semanalmente, chegando à final onde ficou em 19º, portanto não conseguindo estrear no girl group IZ*ONE. Choi Yu Ju e Heo Ji Won ficaram conhecidas por suas aparições em videoclipes e como modelos na marca Smart, além disso, Jiwon participou da primeira temporada do programa K-pop Star, sendo eliminada na fase de audições. Kim Bo-ra atuou brevemente no drama Girls' Generation 1979, assim como apareceu em um videoclipe do boy group BTS. Quando crianças, Mirae e Park Chae Rin participaram da segunda temporada do programa Star Audition, em 2011, ambas foram eliminadas na fase de audições.
Em 25 de novembro de 2018, foi anunciado que Cherry Bullet teria seu primeiro reality show transmitido pela Mnet mesmo antes de sua estreia oficial intitulado "Insider Channel Cherry Bullet". O reality tinha como objetivo de introduzir o grupo e os seus 10 membros para os telespectadores.

### 2019: Estreia comLet's Play Cherry Bullet,Love Adventuree saída de membros
Em 7 de janeiro, foi anunciado que Cherry Bullet debutaria em 21 de janeiro com o extended play "Let's Play Cherry Bullet". No dia seguinte, a Billboard nomeou Cherry Bullet como um dos 5 artistas de K-pop para ficarem atentos em 2019, descrevendo o grupo como "uma vibe divertida e colorida para um olhar muito mais refrescante e intriguante". O EP, junto com a faixa-título "Q&A" foi lançado dia 21 de janeiro, um showcase foi realizado no mesmo dia no Yes24 Live Hall. O grupo iniciou as promoções do álbum no programa musical da Mnet, a M! Countdown em 24 de janeiro, onde performaram a faixa-título "Q&A" juntamente com outra canção do EP, "Violet". Em menos de um mês de estreia, Cherry Bullet foi escolhido para representar a marca Smart em 2019, tendo sua primeira endorsement na carreira, além de posarem para a edição coreana da revista conhecida mundialmente, Nylon. No início de fevereiro, Cherry Bullet entrou na Billboard World Digital Song Sales com "Q&A" e se tornou a oitava girl group a entrar no gráfico com uma faixa-título de estreia.
Em 10 de maio, foi reportado que Cherry Bullet voltaria em 22 de maio com a faixa-título "Love Adventure". No dia seguinte do lançamento, o grupo realizou um showcase em parceria com a LG U+ para iniciar uma experiência AR/VR e introduzi-lo.
Em 13 de dezembro, a agência do grupo FNC Entertainment relatou que Kokoro, Linlin e Mirae encerraram o contrato e deixaram o grupo e que Cherry Bullet iam retornar as atividades com 7 membros.

### 2020: Mudança de conceito, nome do fã-clube e retorno comHands Up
Em 29 de janeiro de 2020, foi anunciado pela agência do grupo que o mesmo estaria se preparando para o seu retorno marcado para o dia 11 de fevereiro do mesmo ano com um conceito totalmente diferente do já haviam mostrado. No início de fevereiro, Cherry Bullet revelou o seu lightstick que, de acordo com o nome do grupo, é vermelho como uma cereja e possui a forma de uma pistola. No dia 10 de fevereiro, o girl group anunciou, através de seu Twitter, que sua fã-base seria intitulada “Lullet“, um acrônimo das palavras "love", "light", "laugh", "everlasting" e "treasure". Esse acrônimo significa que os fãs de Cherry Bullet são tesouros únicos que as amam e fazem brilhar e rir para sempre.
Em 11 de fevereiro, Cherry Bullet retornou com o seu terceiro single "Hands Up", a canção uma faixa de gênero de armadilha que tira amostras de "Für Elise" de Beethoven e combina um riff viciante com som 808. A letra fala em apreciar a atmosfera sem se preocupar com o que as outras pessoas pensam de você. Foi revelado em um showcase que Jimin, membro do grupo AOA, grupo formado pela FNC em 2012, participou da composição da letra de "Hands Up" e da direção da gravação das partes do rap.
Em 6 de agosto de 2020, Cherry Bullet fez seu retorno com o novo single digital "Aloha Oe".

### 2021: Cherry Rush, Girls Planet 999, Cherry Wish, Cherry Dash e Queendom Puzzle
Em 4 de janeiro de 2021, foi anunciado que Cherry Bullet se juntou à plataforma de mídia social Weverse. O grupo lançou seu primeiro EP Cherry Rush e seu primeiro single "Love So Sweet" em 20 de janeiro.
Em 3 de fevereiro de 2021, foi anunciado que Cherry Bullet seria gerenciado pela nova sub-gravadora da FNC Entertainment, FNC W, especializada em grupos femininos.
Bora, Jiwon e May participaram do programa de sobrevivência da Mnet Girls Planet 999, que foi ao ar de 6 de agosto de 2021 a 22 de outubro de 2021. Jiwon foi eliminado no episódio 8, terminando em 16º lugar no K-Group. May foi eliminada no episódio 11, terminando em 8º lugar no J-Group e 24º lugar geral. Bora foi eliminado no episódio final, ficando em 9º lugar no K-Group e 15º lugar geral.
Em 2 de março de 2022, Cherry Bullet lançou seu segundo EP Cherry Wish e seu primeiro single "Love In Space".
Em 7 de março de 2023, Cherry Bullet lançou seu terceiro EP Cherry Dash e seu primeiro single "P.O.W! (Play On the World)".
Em 18 de maio de 2023, foi anunciado que os membros Bora, Jiwon e Chaerin participariam do programa de sobrevivência da Mnet Queendom Puzzle. Chaerin foi eliminado na primeira rodada eliminatória no episódio 7, enquanto Jiwon e Bora foram eliminados na segunda rodada eliminatória no episódio 9.

### 2024: Dissolução
Em 22 de abril de 2024, FNC Entertainment anunciou que o grupo encerrou suas atividades e se separou oficialmente após as membros Hae Yoon, Ji Won, Re Mi e May rescindirem seus contratos exclusivos com a agência, enquanto as membros Yu Ju, Bo Ra e Chae Rin permaneceriam com a agência e promover como artistas individuais.

## Integrantes
- Haeyoon (hangul: 해윤), nascida Park Hae Yoon (hangul: 박해윤) em Suncheon, Jeolla do Sul, Coreia do Sul em 10 de janeiro de 1996 (29 anos).
- Yuju (hangul: 유주), nascida Choi Yu Ju (hangul: 최유주) em Goyang , Coreia do Sul em 5 de março de 1997 (28 anos).
- Bora (hangul: 보라), nascida Kim Bo Ra (hangul: 김보라) em Seul , Coreia do Sul em 3 de março de 1999 (26 anos).
- Jiwon (hangul: 지원), nascida Heo Ji Won (hangul: 허지원) em Seul , Coreia do Sul em  4 de setembro de 2000 (24 anos).
- Remi (hangul: 레미), nascida Katsuno Rise (em japonês:  勝野莉世) em Tóquio, Japão em 26 de abril de 2001 (23 anos).
- Chaerin (hangul: 채린), nascida Park Chae Rin (hangul: 박채린) em 13 de março de 2002 (23 anos).
- May (hangul: 메이), nascida Hirokawa Mao (em japonês:  廣川茉音) em 16 de novembro de 2004 (20 anos).

### Ex-integrantes
- Mirae (hangul: 미래), nascida Kim Kyung Joo (hangul: 김경주) em Busan, Coreia do Sul em 26 de março de 1998 (26 anos).
- Kokoro (hangul: 코코로), nascida Katō Kokoro (em japonês:  加藤 心) em Nagoia, Japão em 1 de novembro de 2000 (24 anos).
- LinLin (hangul: 린린), nascida Huang Tzu Ting (em chinês:  黃紫婷)  em Taipé, Taiwan em 5 de julho de 2003 (21 anos).

## Discografia

### Singles
| Ano                                                                                      | Título                       | Posições | Posições | Álbum                    |
| Ano                                                                                      | Título                       | KOR      | US World | Álbum                    |
| ---------------------------------------------------------------------------------------- | ---------------------------- | -------- | -------- | ------------------------ |
| 2019                                                                                     | "Q&A"                        | —        | 17       | Let's Play Cherry Bullet |
| 2019                                                                                     | "Really Really"              | —        | —        | Love Adventure           |
| 2020                                                                                     | ''Hands Up''                 |          |          | —                        |
| "—" indica lançamentos que não figuraram nas paradas ou não foram lançados nessa região. |                              |          |          |                          |
| 2020                                                                                     | "Aloha Oe"                   | —        | —        | Aloha Oe                 |
| 2021                                                                                     | "Love So Sweet"              | —        | —        | Cherry Rush              |
| 2022                                                                                     | "Love In Space"              | —        | —        | Cherry Wish              |
| 2023                                                                                     | "P.O.W! (Play On the World)" | —        | —        | Cherry Dash              |

### Videoclipes
| Ano  | Título          | Diretor                 | Ref.   |
| ---- | --------------- | ----------------------- | ------ |
| 2019 | "Q&A"           | Jiyong Kim (FantazyLab) | [ 30 ] |
| 2019 | "Really Really" | SUNNYVISUAL             | [ 31 ] |
| 2020 | ''Hands Up''    | Kang Worked             |        |
| 2020 | "Aloha Oe"      | Kang Worked             |        |

## Filmografia

### Reality shows
| Ano  | Título                        | Membros | Canal | Notas                           |
| ---- | ----------------------------- | ------- | ----- | ------------------------------- |
| 2018 | Insider Channel Cherry Bullet | Todas   | Mnet  | Primeiro reality show do grupo. |